# Calle Johansson
Carl Christian „Calle“ Johansson (* 14. Februar 1967 in Göteborg) ist ein ehemaliger schwedischer Eishockeyspieler und derzeitiger -trainer, der in seiner aktiven Zeit von 1983 bis 2004 unter anderem für die Buffalo Sabres, Washington Capitals und Toronto Maple Leafs in der National Hockey League gespielt hat. Von 2012 bis 2014 war er Assistenztrainer bei den Washington Capitals.

## Karriere
Calle Johansson begann seine Karriere als Eishockeyspieler in seiner Heimatstadt bei Västra Frölunda, für dessen Profimannschaft er in der Saison 1983/84 sein Debüt in der Elitserien gab, wobei er in 28 Spielen vier Tore erzielte und vier Vorlagen gab. Nachdem er mit seinem Team in die damals noch zweitklassige Division 1 abgestiegen war, verpasste der Verteidiger mit Frölunda den sofortigen Wiederaufstieg und schloss sich 1985 dem Erstligisten IF Björklöven an, mit dem er in der Saison 1986/87 Schwedischer Meister wurde. Im Sommer 1987 beorderten die Buffalo Sabres, die ihn im NHL Entry Draft 1985 in der ersten Runde als insgesamt 14. Spieler ausgewählt hatten, den Linksschützen nach Nordamerika.
In seinem ersten Jahr in der National Hockey League erzielte Johansson in der Saison 1987/88 in insgesamt 77 Spielen 43 Scorerpunkte, darunter vier Tore, für Buffalo. Im Laufe der folgenden Spielzeit wurde er am 7. März 1989 zusammen mit einem Zweitrundenwahlrecht im Tausch für Clint Malarchuk, Grant Ledyard und ein Sechstrundenwahlrecht an die Washington Capitals abgegeben, für die er in den folgenden 14 Jahren auf dem Eis stand. Nur während des Lockouts zu Beginn der Saison 1994/95 absolvierte der Schwede fünf Spiele für den EHC Kloten in der Schweizer Nationalliga A, für den er ein Tor und zwei Vorlagen verbuchte. Nachdem der Weltmeister von 1991 und 1992 im August 2003 offiziell sein Karriereende verkündet hatte, unterschrieb er am 9. März 2004 noch einmal einen Vertrag als Free Agent bei den Toronto Maple Leafs, für die er bis Saisonende in insgesamt zwölf Spielen sechs Vorlagen gab, ehe er im Alter von 37 Jahren endgültig mit dem Eishockey aufhörte. Er war erst der fünfte Europäer, der mehr als 1000 Spiele in der NHL bestritt.
Nachdem der Schwede bereits in der Saison 2006/07 kurzzeitig Assistenztrainer bei Västra Frölunda in der Elitserien gewesen war, wurde er im Juli 2012 von den Washington Capitals in derselben Position verpflichtet. Von diesem Posten trat er nach der Saison 2013/14 zurück, um aus persönlichen Gründen nach Schweden zurückzukehren.

### International
Für Schweden nahm Johansson an den U20-Junioren-Weltmeisterschaften 1986 und 1987 sowie den Weltmeisterschaften 1991 und 1992 teil. Des Weiteren stand er im Aufgebot Schwedens bei den Olympischen Winterspielen 1998 in Nagano und dem World Cup of Hockey 1996.

## Erfolge und Auszeichnungen
- 1987 Schwedischer Meister mit IF Björklöven
- 1987 Årets junior
- 1988 NHL All-Rookie Team

### International
| - 1984 Bronzemedaille bei der Junioren-Europameisterschaft - 1987 Bronzemedaille bei der U20-Junioren-Weltmeisterschaft - 1987 Bester Verteidiger bei der U20-Junioren-Weltmeisterschaft | - 1991 Goldmedaille bei der Weltmeisterschaft - 1992 Goldmedaille bei der Weltmeisterschaft - 1996 All-Star-Team des World Cup of Hockey |